# Frühjahrsdult
Die Frühjahrsdult (früher auch Bruderkirchweihdult) ist ein traditionsreiches Volksfest in der niederbayerischen Stadt Landshut. Sie beginnt üblicherweise zwei Wochen nach dem Karfreitag und dauert zehn Tage. Die Veranstaltung – neben der Bartlmädult eines der beiden Landshuter Volksfeste – umfasst eine Vergnügungs- und eine Verkaufsdult.

## Geschichte
Die genauen Umstände der Entstehung liegen zwar im Dunkeln, vermutlich besteht aber ein Zusammenhang mit der Weihe der Dominikanerkirche im Jahr 1386. Ähnlich wie die Bartlmädult gehört die Frühjahrsdult damit zu den ältesten Volksfesten Bayerns.
Die Frühjahrsdult wechselte wegen des stetigen Zuwachses an Verkaufsständen mehrmals ihren Standort. Von der Freyung wanderte sie zunächst auf den Regierungsplatz vor dem Dominikanerkloster. Später breitete sie sich auf die gesamte Neustadt und die Festwiese an der Niedermayerstraße aus. Erst 1949 zogen die Schaustellerbetriebe vor die Tore der Stadt auf die Grieserwiese an der Wittstraße, 1979 folgten auch die Verkaufsstände dorthin.

## Beschreibung
Der Bieranstich wird traditionell am ersten Festtag vom Oberbürgermeister vor dem Rathaus vollzogen, gefolgt vom Auszug zum Festgelände. An beiden Freitagen findet nach Einbruch der Dunkelheit ein großes Feuerwerk (Eröffnungsfeuerwerk bzw. Musikfeuerwerk der Festwirte) statt. Üblicherweise gibt es drei unterschiedlich große Festzelte: das größte (90 × 30 Meter) am westlichen Ende der Grieserwiese, das zweitgrößte (70 × 35 Meter) auf der gegenüberliegenden Seite und ein wesentlich kleineres (35 × 25 Meter) in der Mitte, an der Preysingallee, gelegen.